# Linda Gray
Linda Ann Gray, född 12 september 1940 i Santa Monica, Kalifornien, är en amerikansk skådespelare. Linda Gray förknippas främst med sin roll som den alkoholiserade lyxhustrun Sue Ellen Ewing i TV-serien Dallas. Hon medverkade där i 13 säsonger av 14 och i de båda Dallas-filmerna 1996 och 1998.
1994 gästspelade Linda Gray i Melrose Place som Heather Locklears mamma Hillary Michaels vilket ledde till spinoffserien Models Inc. som sändes på TV3 i Sverige. 2004–2005 gästspelade hon även i TV-serien Glamour som Priscilla Kelly.
Linda Gray har också haft framgång på teaterscen, bland annat som Mrs. Robinson i Mandomsprovet på West End i London.